# Billième
Billième est une commune française située dans le département de la Savoie, en région Auvergne-Rhône-Alpes.

## Géographie
La commune de Billième se trouve en position centrale au cœur du vignoble du Cru Jongieux, Marestel et Monthoux, blottie au pied de la Charvaz.

### Climat
Pour des articles plus généraux, voir Climat d'Auvergne-Rhône-Alpes et Climat de la Savoie.
En 2010, le climat de la commune est de type climat des marges montargnardes, selon une étude du Centre national de la recherche scientifique s'appuyant sur une série de données couvrant la période 1971-2000. En 2020, Météo-France publie une typologie des climats de la France métropolitaine dans laquelle la commune est exposée à un climat de montagne ou de marges de montagne et est dans la région climatique Alpes du nord, caractérisée par une pluviométrie annuelle de 1 200 à 1 500 mm, irrégulièrement répartie en été.
Pour la période 1971-2000, la température annuelle moyenne est de 11 °C, avec une amplitude thermique annuelle de 18,8 °C. Le cumul annuel moyen de précipitations est de 1 364 mm, avec 9,9 jours de précipitations en janvier et 8,1 jours en juillet. Pour la période 1991-2020, la température moyenne annuelle observée sur la station météorologique de Météo-France la plus proche, « Belley Man », sur la commune de Belley à 10 km à vol d'oiseau, est de 12,1 °C et le cumul annuel moyen de précipitations est de 1 099,8 mm,. Pour l'avenir, les paramètres climatiques de la commune estimés pour 2050 selon différents scénarios d'émission de gaz à effet de serre sont consultables sur un site dédié publié par Météo-France en novembre 2022.

## Urbanisme

### Typologie
Au 1er janvier 2024, Billième est catégorisée commune rurale à habitat dispersé, selon la nouvelle grille communale de densité à sept niveaux définie par l'Insee en 2022.
Elle est située hors unité urbaine. Par ailleurs la commune fait partie de l'aire d'attraction de Chambéry, dont elle est une commune de la couronne,. Cette aire, qui regroupe 115 communes, est catégorisée dans les aires de 200 000 à moins de 700 000 habitants,.

### Occupation des sols
L'occupation des sols de la commune, telle qu'elle ressort de la base de données européenne d’occupation biophysique des sols Corine Land Cover (CLC), est marquée par l'importance des forêts et milieux semi-naturels (50,9 % en 2018), une proportion identique à celle de 1990 (50,9 %). La répartition détaillée en 2018 est la suivante : 
forêts (50,9 %), zones agricoles hétérogènes (34,4 %), prairies (8,6 %), cultures permanentes (6,1 %).
L'IGN met par ailleurs à disposition un outil en ligne permettant de comparer l’évolution dans le temps de l’occupation des sols de la commune (ou de territoires à des échelles différentes). Plusieurs époques sont accessibles sous forme de cartes ou photos aériennes : la carte de Cassini (XVIIIe siècle), la carte d'état-major (1820-1866) et la période actuelle (1950 à aujourd'hui).

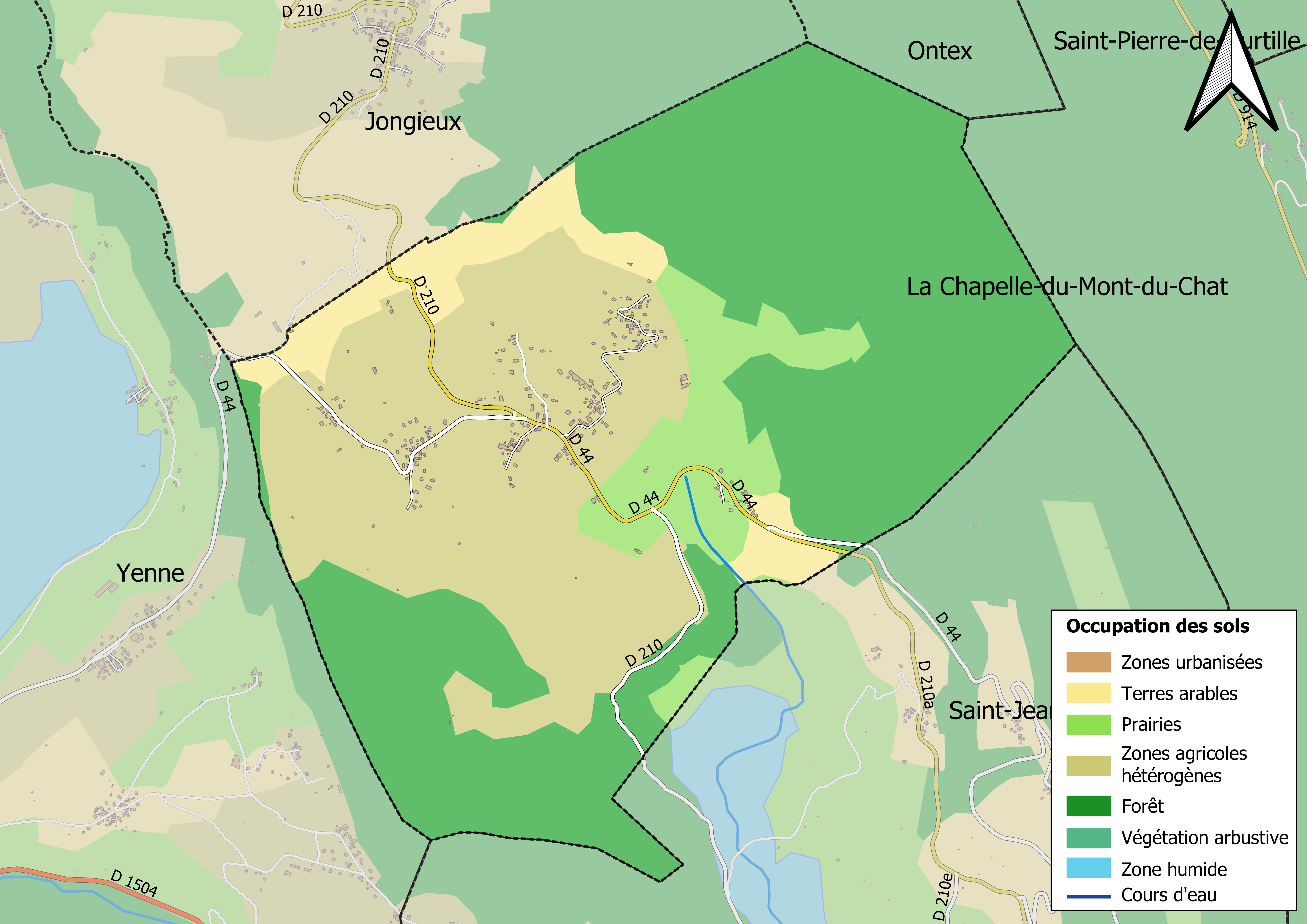
Carte des infrastructures et de l'occupation des sols en 2018 (CLC) de la commune.
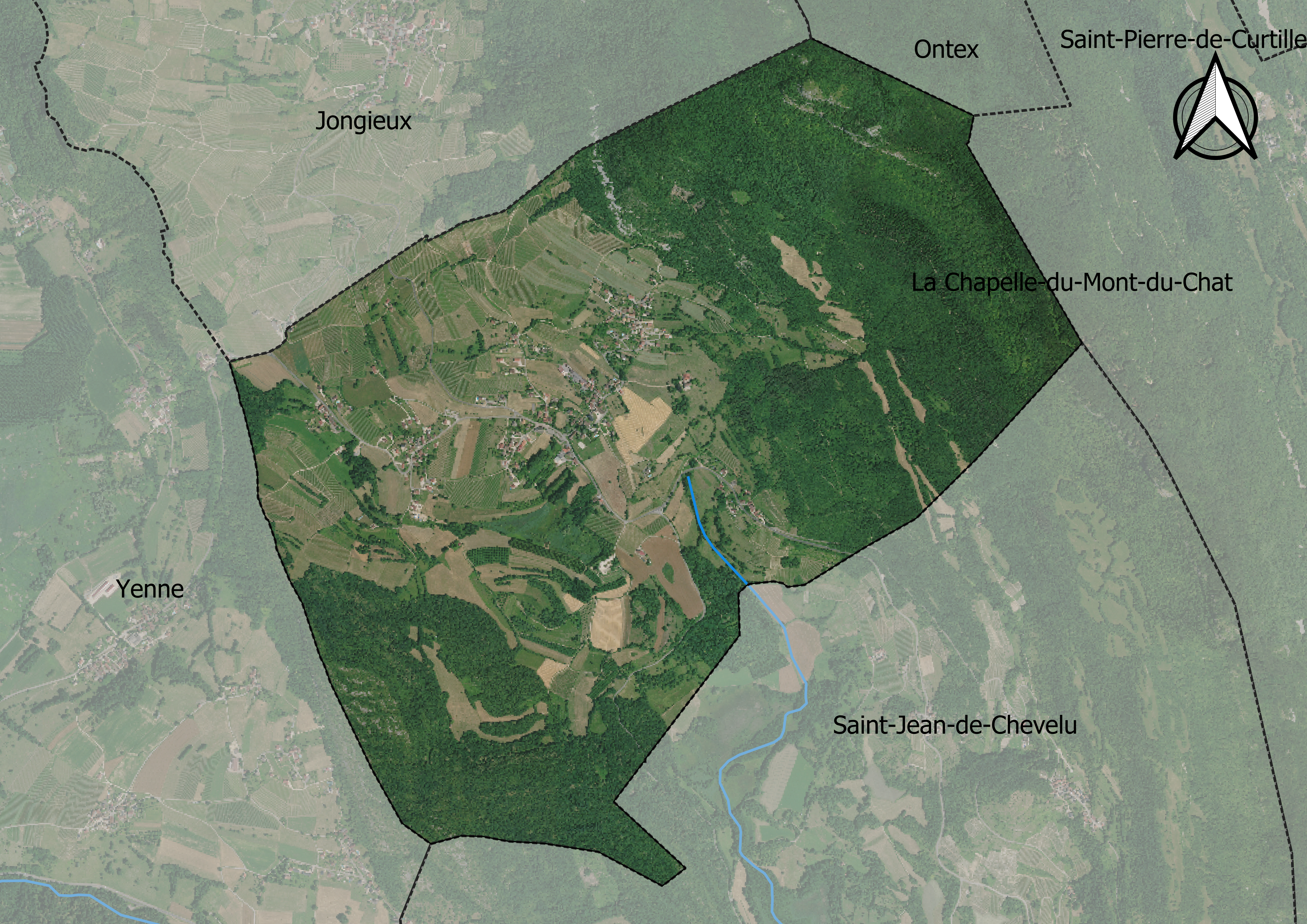
Carte orthophotogrammétrique de la commune.

## Toponymie
Les plus anciennes formes du toponyme sont Billima (XIVe siècle), Billiema (1521), Billimez ou Billième (1729).
En francoprovençal, le nom de la commune s'écrit Blyèma, selon la graphie de Conflans.

## Histoire
Le 11 germinal an II (31 mars 1794), Maxime Sevez (1761-1802), commissaire de la Révolution, est à Billième, on lui répond que le clocher est démoli, mais qu'il existe encore une petite tour appartenant à l'émigré Vuillet marquis d'Yenne. Il ordonne de la faire abattre sur-le-champ.
Une fusion de Billième avec la commune voisine de Saint-Jean-de-Chevelu sous le nom de Billième-Chevelu a eu lieu au début du XIXe siècle avant d'être à nouveau séparées peu après.

## Politique et administration
Billième fait partie de la communauté de communes de Yenne.

### Liste des maires
| Période                                  | Période   | Identité      | Étiquette | Qualité |
| ---------------------------------------- | --------- | ------------- | --------- | ------- |
| Les données manquantes sont à compléter. |           |               |           |         |
| mars 1977                                | mars 1995 | Roger Dullin  | SE        |         |
| mars 1995                                | mars 2014 | René Ricard   | SE        |         |
| mars 2014                                | En cours  | Jérôme Piquet | SE        |         |

### Politique environnementale
Depuis 2001, « 1 fleur » au Concours des villes et villages fleuris.

## Démographie
Les habitants de la commune sont appelés les Billiémans.

L'évolution du nombre d'habitants est connue à travers les recensements de la population effectués dans la commune depuis 1793. Pour les communes de moins de 10 000 habitants, une enquête de recensement portant sur toute la population est réalisée tous les cinq ans, les populations de référence des années intermédiaires étant quant à elles estimées par interpolation ou extrapolation. Pour la commune, le premier recensement exhaustif entrant dans le cadre du nouveau dispositif a été réalisé en 2008.

En 2022, la commune comptait 262 habitants, en évolution de −3,68 % par rapport à 2016 (Savoie : +3,63 %, France hors Mayotte : +2,11 %).
| 1793 | 1800  | 1806  | 1822 | 1838 | 1848 | 1858 | 1861 | 1866 |
| ---- | ----- | ----- | ---- | ---- | ---- | ---- | ---- | ---- |
| 315  | 1 121 | 1 106 | 347  | 402  | 534  | 386  | 368  | 372  |

| 1872 | 1876 | 1881 | 1886 | 1891 | 1896 | 1901 | 1906 | 1911 |
| ---- | ---- | ---- | ---- | ---- | ---- | ---- | ---- | ---- |
| 378  | 389  | 365  | 400  | 330  | 325  | 305  | 298  | 265  |

| 1921 | 1926 | 1931 | 1936 | 1946 | 1954 | 1962 | 1968 | 1975 |
| ---- | ---- | ---- | ---- | ---- | ---- | ---- | ---- | ---- |
| 264  | 231  | 215  | 218  | 180  | 194  | 179  | 174  | 176  |

| 1982 | 1990 | 1999 | 2006 | 2008 | 2013 | 2018 | 2022 | - |
| ---- | ---- | ---- | ---- | ---- | ---- | ---- | ---- | - |
| 165  | 210  | 269  | 253  | 249  | 266  | 266  | 262  | - |

## Culture locale et patrimoine

### Lieux et monuments

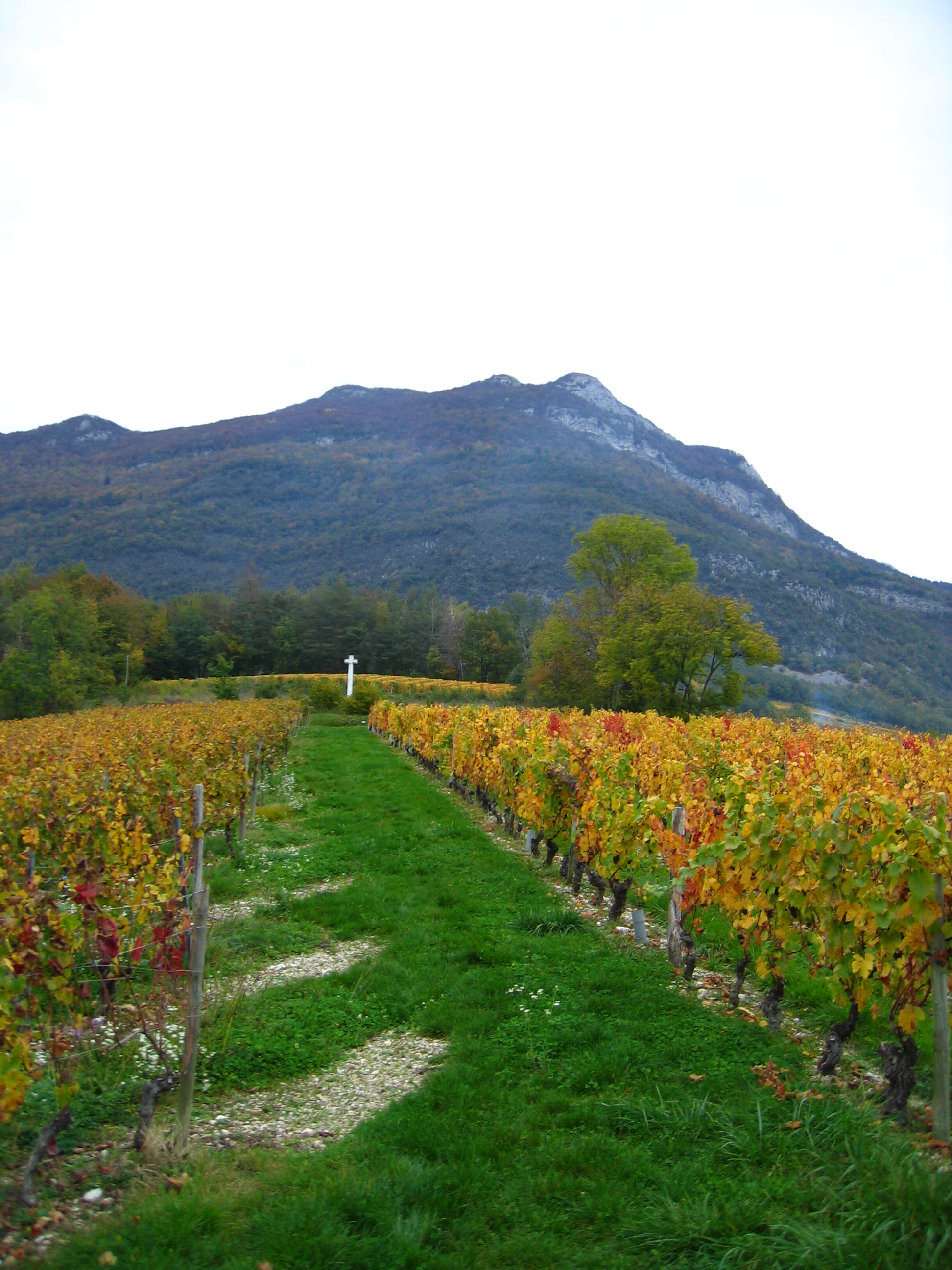
La Charvaz.
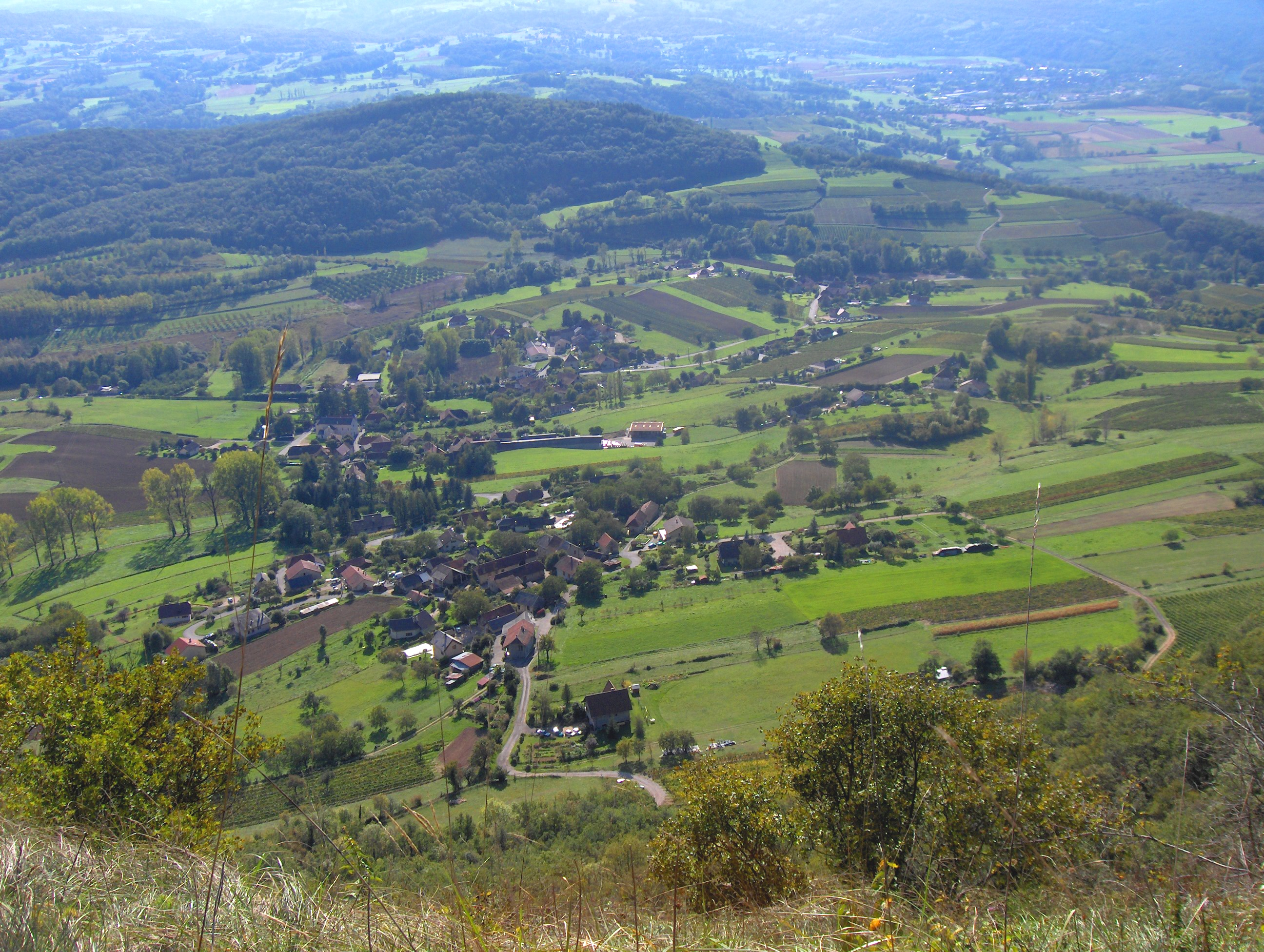
Billième.

Billième comporte de nombreux monuments (maisons fortes, lavoirs, oratoires, croix, calvaires et fours à pain) et également, plusieurs pierres à cupules.
- Château de Billième

Le château de Billième est une ancienne maison forte, du XIIIe, qui se dresse au bourg, à 100 m au sud-ouest de l'église. Le château fut au Moyen Âge le siège de la seigneurie de Billième.
- Château de Bornessant

Le château de Bornessant est un château, du XVIe, reconstruit après la Révolution, et restauré vers 1852, qui se dresse à 400 m à l'est-nord-est de l'église du bourg, sur les premiers contreforts du mont du Chat. Le château fut sous l'Ancien Régime le siège de la baronnie de Bornessant.
- Pierres à cupules

Les blocs cupulaires de Billième forment un ensemble de sites de pierres à cupules répartis autour du village (cinq à Billième et un à Jongieux). Les cupules ont été creusées à l'âge du bronze.
- La Charvaz.
- Billième.

### Personnalités liées à la commune
- François-Clément de Mareschal de Luciane (1843-1917), officier, historien et châtelain, mort dans la commune.

### Héraldique
| Blason de Billième | Blason  | De gueules à la croix d'argent, chargée d'une grappe de raisin de pourpre tigée et feuillée de sinople, brochante. |
| Blason de Billième | Détails | Le statut officiel du blason reste à déterminer.                                                                   |